# Aleksandre Tjivadze
Aleksandre Tjivadze, född 8 april 1955 i Karatjajevsk, Sovjetunionen (nuvarande Ryssland), är en före detta sovjetisk fotbollsspelare och senare georgisk tränare som med Sovjet tog OS-brons i fotbollsturneringen vid de olympiska sommarspelen 1980 i Moskva.